# Wolf von Niebelschütz
Wolf Friedrich Magnus von Niebelschütz (* 24. Januar 1913 in Berlin; † 22. Juli 1960 in Hösel) war ein deutscher Journalist, Dichter, Romancier und Essayist.

## Leben
Wolf von Niebelschütz wuchs als Sohn des Kunsthistorikers Ernst von Niebelschütz in Magdeburg auf, der Redakteur der Magdeburgischen Zeitung war. Seine Mutter war Elisabeth von Dechend, Tochter der Gutsbesitzerin Ida-Friedrika Marck und des Friedrich von Dechend, Geheimrat und Mitglied des Patentamtes.
Niebelschütz besuchte von 1927 bis 1932 die Landesschule Pforta, wo er sich zum „Dichterberuf“ entschloss und eine Novelle als freiwillige Abschlussarbeit vorlegte. Danach studierte er Geschichte in Wien, musste sein Studium allerdings wegen Geldnot nach einem Semester abbrechen.
Wolf von Niebelschütz trat 1933 als Volontär bei der Magdeburgischen Zeitung ein und wurde ein Jahr später als Redakteur im Feuilleton angestellt, bevor er 1938 zur Rheinisch-Westfälischen Zeitung nach Essen wechselte. Nach dem Beginn des Zweiten Weltkriegs wurde er im Januar 1940 zu einer Baukompanie der Luftwaffe eingezogen und im Mai zu einer Propagandaeinheit versetzt, um Artikel für Wehrmachtszeitungen zu schreiben und Vorträge zur Kultur und politischen Lage zu halten. Nach der Desertation im April 1945 und zweitägiger Gefangenschaft betätigte er sich als freier Schriftsteller und Vortragsredner. Neben Biographien und Festschriften für die Industrie (u. a. Robert Gerling, Züblin) schrieb Niebelschütz zwei große Romane, Gedichte, Dramen und Essays. Unter dem Titel Tradition und moderne Kunst hielt er 1948 einen Vortrag in einer Veranstaltung der Künstlergruppe Neue Rheinische Sezession.
Der Roman Der blaue Kammerherr, inspiriert durch das Fragment eines Opernexposés von Hugo von Hofmannsthal (zu Die Liebe der Danae), spielt zur Zeit des Barock in einer fiktiven griechischen Inselwelt. Niebelschütz mischt darin mythologische und literarische Elemente: In ausufernd barocker Sprache lässt er neben den Göttern der Antike auch Gestalten wie Othello und Don Giovanni auftreten.
In Die Kinder der Finsternis entwirft Niebelschütz ein farbenprächtiges Bild des Hochmittelalters.
Wolf von Niebelschütz starb 47-jährig nur wenige Monate nach dem Erscheinen seines zweiten Romans an den Folgen einer Gehirntumor-Operation.
Er war seit 1937 verheiratet mit Ilse von Niebelschütz, geb. Schwenzel, gesch. Becker (1911–2002), die seinen Nachlass und die späteren Neuherausgaben verantwortete.

## Werke
- Preis der Gnaden. S.Fischer, Berlin 1939
- Verschneite Tiefen. S.Fischer, Berlin 1940
- Der blaue Kammerherr: Galanter Roman in vier Bänden. Suhrkamp, Frankfurt am Main 1949.
- Eulenspiegel in Mölln: Verskomödie. Uraufführung 1950.
- Sternen-Musik: Gedichte 1942-1951. Suhrkamp, Frankfurt am Main 1951.
- Die weiße Kunst: 125 Jahre J. W. Zanders. Feinpapierfabrik Zanders, Bergisch Gladbach 1954.
- Auswärtige Angelegenheiten: Lustspiel in 3 Akten. Selbstverlag, Hösel bei Düsseldorf 1956.
- Die Kinder der Finsternis. Diederichs, Düsseldorf 1959.
- Freie Spiel des Geistes: Reden und Essays. Diederichs, Düsseldorf 1961.
- Gedichte und Dramen. Diederichs, Köln 1962.
- Über Dichtung. Suhrkamp, Frankfurt am Main 1979, ISBN 3-518-01637-7.
- Über Barock und Rokoko. Suhrkamp, Frankfurt am Main 1981, ISBN 3-518-01729-2.
- Barbadoro: Erzählung. Diederichs, Köln 1982, ISBN 3-424-00731-5.
- Auch ich in Arkadien. Respektlose Epistel an die Freunde. Haffmans, Zürich 1987, ISBN 3-251-00101-9.
- Ein Geisterfrühstück. Impressionen & Divertimenti. Die Andere Bibliothek, Berlin 2024, ISBN 3-847-70460-5.